# Пјанкасина (Ђенова)
Пјанкасина је насеље у Италији у округу Ђенова, региону Лигурија.
Према процени из 2011. у насељу је живело 4 становника. Насеље се налази на надморској висини од 1061 м.